# Летище Пловдив
Летище Пловдив (ИАТА код: PDV, ИКАО код: LBPD) или Летище Крумово е летището на втория по големина град в България – Пловдив. Разположено е югоизточно от града и съчетава функциите на международно гражданско летище и военна авиобаза на Военновъздушните сили. Намира се на 165 km от най-натовареното летище в България – Летище „Васил Левски“ – София, на 263 km от второто най-натоварено летище в България – Летище Бургас и на 372 km от третото най-натоварено летище в България – Летище Варна.

## Местоположение
Летище Пловдив се намира на 16 км югоизточно от град Пловдив, в землището на село Крумово, общ. Родопи. Свързано е чрез Републикански път II-86 (Пловдив-Асеновград) и Републикански път III-8601. Военната авиобаза Крумово и музеят на авиацията се облужват от железопътната спирка Маврудово по линията Пловдив – Асеновград. До пътническия терминал на летището пътува градска маршрутна линия № 2.
Летище Пловдив е единственото международно гражданско летище в Южния централен район на България.

## История
През 1928 година е поставено началото на гражданското въздухоплаване в гр. Пловдив с първия пробен полет София-Пловдив-Ямбол-Бургас. На 18 август 1932 година е официално открито летището на Пловдив, разположено върху 80 хектара вляво от шосето за Асеновград. През 1947 година се осъществяват временни граждански полети между София и Пловдив свързани с мострения панаир в Пловдив.
През 1948 година, месец май, е открита аерогара Пловдив със сградата на бившия Пети въздушен полк, както и бюро за продажба на билети. Открита е редовната линия София-Пловдив-Бургас-Варна и обратно. Първите полети се извършват със самолети на авиокомпания ТАБСО-Junkers Ju 52/3m, а след това с Ли-2. По време на мострения панаир аерогара Пловдив е обслужвала по 25 самолета на ден.
На 2 май 1962 година аерогарата се премества в района на с. Граф Игнатиево.
На 13 септември 1965 година е открита новата приемна сграда. През тази година се извършва зимна чартърна програма на българската авиокомпания БАЛКАН до Берлин, Москва, Прага, Виена със самолети Ил-18, Ту-104 и Ту-114.
През 1966 година се извършва разширение на стоянката за самолети за посрещане на нуждите на зимната чартърна програма.
През тези години на новото си местоположение, аерогара Пловдив обслужва редовните вътрешни пътнически линии до Бургас, Варна, Търговище, Русе, Горна Оряховица и София, със самолети Ил-14. Разширява се и зимната чартърна програма. Аерогарата е обявявана няколко пъти за национален първенец.
През 70-те се развиват товарните полети на авиокомпания Аерофлот, които превозват оранжерийна продукция със самолети Ил-18, Ан-12 и Ту-154, като само през 1972 година са превозени повече от 5000 тона.
На 18 април 1978 година за първи път каца Ил-76, който може да превозва 40 тона полезен товар.
През 1980 година вътрешните редовни полети са прекратени, с преустановяването на полетите на самолетите ИЛ-14, но зимните чартърни полети продължават да се увеличават.
На 18 декември 1982 година каца първия самолет Ту-134 с чартърен полет от Амстердам, с което започва новото летоброене на Летище Пловдив, което е преместено на сегашното си местоположение, в района на с. Крумово. Изграждат се приемна сграда, технически блок, силова сграда, сграда за Ръководство Въздушно Движение, както и кула за Ръководство на Полетите.
През 2007 година летище Пловдив достига до 104 130 превозени пътници, което е рекорд за летището. През този период има повишаване на чартърите, от: Air Malta – Малта; Balkan Holidays Air – Лондон, Манчестър, Бирмингам, Бристъл, Кардиф, Единбург, Ийст Мидландс, Глазгоу, Хъмбърсайд, Нюкасъл, Корк, Белфаст и Дъблин.
На 23 февруари 2009 година е направена първа копка на нов пътнически терминал, чрез който могат да се обслужат 500 хил. пътника годишно. Цената на строителството е 45 млн. лева, като в него се включва и изграждане на четири нови стоянки за самолети (така броя им достига 12), нова пътека за рулиране, паркинг и пречиствателна станция. Терминалът е проектиран от арх. Петко Йовчев.
На 1 юли 2009 година е открит новият пътнически терминал.
На 25 декември 2009 руската авиокомпания S7, започва да обслужва първата редовна, сезонна линия между Пловдив и Летище Домодедово, Москва
На 2 ноември 2010 ирландската авиокомпания Ryanair, започва редовни полети между Пловдив и лондонското летище Станстед.
На 7 май 2011 година ирландската авиокомпания Ryanair, започва редовни полети между Пловдив и Летище Бергамо, намиращо се на 45 км от Милано.
През октомври 2011 ирландската авиокомпания Ryanair, заплаши със спиране на всички редовни линии от летище Пловдив, поради неизпълнение на договора между Фонд за развитие на летище Пловдив „Южната врата на България“  Архив на оригинала от 2012-02-21 в Wayback Machine. и нея. След изпълнение на договорът от страна на фонда, ирландската авиокомпания преустанови линията до Бергамо.
На 3 ноември 2011 ирландската авиокомпания Ryanair, започва редовни полети между Пловдив и летище Хан, намиращо се на около 120 километра от Франкфурт на Майн и Люксембург. След неколкогодишно прекъсване, през есента на 2017 компанията поднови полетите до летище Хан, но заради проблеми с летищния оператор, считано от 23 март 2018, „Райънеър“ премести полетите от Хан до Порто, летище „Тревизо“ (Венеция), Валенсия и Задар – на летището във Франкфурт на Майн, а полетите до Пловдив отново бяха спрени.
На 17 ноември 2011 г. ирландската авиокомпания Ryanair, прекрати редовните полети между Пловдив и Летище Бергамо. Полетите са подновени от есента на 2017 г.
През зимния сезон на 2011/2012 г. се изпълняват чартърни линии между Пловдив и: Дъблин от Bulgaria Air; до Дъблин от Europe Airpost; до Ростов на Дон от Donavia; до Белфаст от Jet2.com.
След това в три поредни години турската авиокомпания Pegasus изпълнява полети между Пловдив и Измир в месеците януари и февруари.

### Отдаване на концесия
Консорциум, воден от китайския инвеститор „Хайнан груп“ (или HNA Group) и регистрираното в Холандия дружество Plovdiv Airport Invest, взима концесията на летище Пловдив, реши Министерският съвет на заседанието си на 28 март 2018 г. Концесията е за срок от 35 години. Офертата предвижда инвестиции от 79 млн. евро. Концесионното възнаграждение за държавата ще бъде 6% от приходите на аерогарата, както и по 600 хил. лв. на година, фиксирано. Около 30 млн. евро от инвестициите се предвижда да бъдат за изграждането на карго- и на нов пътнически терминал. Предвидено е и удължаване на пистата със 700 м. – от настоящите 2500 м., трябва да стане 3200 м., което ще позволи да кацат и да излитат много по-големи самолети. Плановете предвиждат още и през летището да минават по 1 млн. пътници на година и по 50 хил. тона товари. Предвижда се да се открие линия между Пловдив и Китай три пъти седмично – два пътнически полета и един товарен. Сред обсъжданите възможни направления са Пекин, Гуанджоу, Шанхай.

## Авиокомпании с редовни линии
| Град           | Летище          | Авиокомпания |
| -------------- | --------------- | ------------ |
| Италия         |                 |              |
| Милано         | Malpensa        | Ryanair      |
| Великобритания |                 |              |
| Бирмингам      | Birmingham      | Ryanair      |
| Лондон         | London Luton    | Wizz Air     |
| Лондон         | London Stansted | Ryanair      |
| Манчестър      | Manchester      | Ryanair      |
| Словакия       |                 |              |
| Братислава     | Bratislava      | Wizz Air     |
| Израел         |                 |              |
| Тел Авив       | Tel Aviv        | Arkia        |

## Авиокомпании със сезони чартърни линии
| Авиокомпания | Град – Летище         |
| ------------ | --------------------- |
| България Еър | Анталия               |
| България Еър | Енфидха               |
| BH Air       | Анталия               |
| Israir       | Тел Авив – Бен Гурион |
| SunExpress   | Анталия               |
| SunExpress   | Измир                 |
| Jet2.com     | Белфаст               |

## Пътникопоток
- Елемент от точкуван списък

## Военна авиобаза
През 1961 г. на Летище Крумово е сформиран вертолетен авиополк (44-ти ВАП), преобразуван през 1981 г. в 24-та авиационна база.

## Други
- През 1991 г. в комплекса е открит Музей на авиацията.

- От 1995 г. на Летище Пловдив се провежда международен авиофестивал „Небе за всички“. Датата на събитието е 6 септември – Ден на Съединението на България и официален празник на град Пловдив.